# Institut national supérieur des arts et de l'action culturelle
 (octobre 2024).

Mai 2012

L’Institut national supérieur des arts et de l'action culturelle (INSAAC) est le résultat de la fusion de l'Institut national des arts (INA) et du Centre d'animation et de formation à l'action culturelle (CAFAC) en 1991. Il est situé dans la commune de Cocody, à Abidjan sur le boulevard de l'université Félix Houphouët-Boigny. Cet établissement académique public est destiné à la formation des artistes et opérateurs du secteur des arts et de la culture en général.
Depuis sa restructuration en 1991, l'INSAAC regroupe quatre écoles, dont un conservatoire de musique : l'École supérieure de musique et de danse (ESMD), l'École supérieure d'art plastique, d'architecture et de design (ESAPAD), l'École supérieure de théâtre, de cinéma et audiovisuelle (ESTCA) et l'École supérieure de tourisme, d'artisanat et d'action culturelle (ESTAAC).

## École supérieure de tourisme, d'artisanat et d'action culturelle

### Historique
L’Institut national supérieur des arts et de l’action culturelle (INSAAC) est un établissement public national d’enseignement supérieur et de recherche à caractère administratif doté de la personnalité morale de droit public et de l’autonomie financière. L'établissement a été créé en octobre 1991.

### Cycles d'enseignement et les disciplines enseignées
L'école de formation à l'action culturelle forme aux métiers de Documentaliste, Bibliothécaire, Archiviste ,d'Animateur culturel et Muséologues il y a trois niveaux de formation ou cycles de formation qui sont liés au niveau d'étude : 
1. 1er cycle, niveau requis BAC
2. 2e cycle, niveau requis BAC+3
3. 3e cycle, niveau requis BAC+5

La formation dure deux ans pour chaque cycle après un concours direct d'entrée organisé par le ministère de la Culture et de la francophonie.
Il existe une formation continue.
L'école accueille des nationaux et non nationaux.
Cette école, nommée sur le sigle EFAC, forme aussi aux métiers de muséologue.
1er cycle, Diplôme d'aptitude à l'action culturelle (DAAC)
2e cycle, Diplôme supérieur à l'action culturelle (DSAC)

## École supérieure de musique et de danse

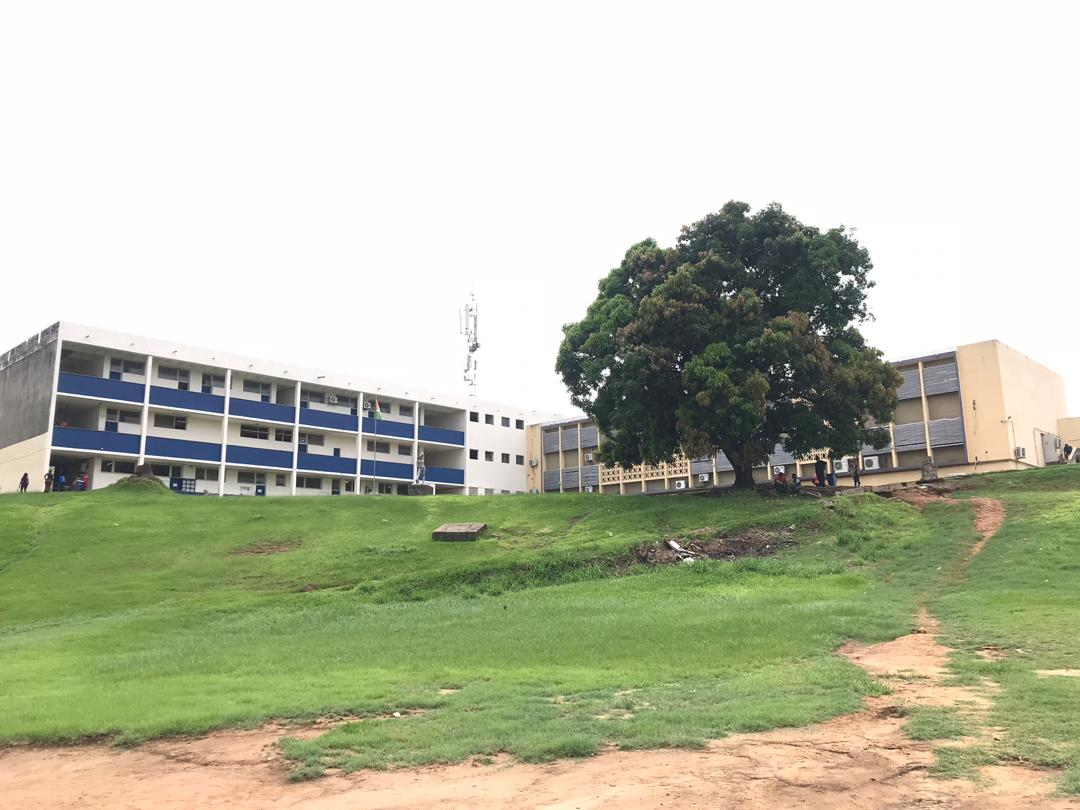
A gauche, l'Ecole nationale de musique. A droite, le lycée d'enseignement artistique et l'Ecole nationale de théâtre et de danse

Dénommé anciennement École nationale de musique (ENM), cette école offre une formation initiale aux métiers de la musique et de la danse, depuis la prise du nouveau décret n° 126 du 22 février 2017. 
La formation bâtie sur le système LMD est de 5 ans repartie en deux cycles:  
Le Cycle 1 dure 3ans et est sanctionné par la Licence en option musique ou option danse. 
Le cycle 2 a une durée de 2 ans et est sanctionné par le Master option musique ou option danse 
L'admission a l'ESMD est automatique pour tous les titulaires du Bac H2 de l'année en cours et par voie de concours pour toutes les autres séries du Bac, le postulant devant justifier d'une formation musicale ou chorégraphique de niveau préparatoire, soit 3 années de pratique musicale ou chorégraphique.

## École supérieure d'art plastique, d'architecture et de design
L'Ecole nationale des beaux-arts enseigne dans le domaine des arts plastiques. La formation dure 8 ans et est divisée en trois cycles. Elle regroupe les spécialités de peinture, sculpture, céramique, art mural, gravure, architecture d'intérieur et art graphique et communication. A l'issue de leur formation, les étudiants, dans leurs différentes spécialités, soumettent à un jury un travail de recherche sur un thème pertinent choisi.